# Järvistensaari, Heinola
Järvistensaari är en ö i Finland. Den ligger i sjön Ruotsalainen och i kommunen Heinola i den ekonomiska regionen  Lahtis ekonomiska region  och landskapet Päijänne-Tavastland, i den södra delen av landet, 130 km norr om huvudstaden Helsingfors. Öns area är 3,7 hektar och dess största längd är 320 meter i nord-sydlig riktning.